# ميلان يانكوفيتش
ميلان يانكوفيتش (31 ديسمبر 1959 ببلغراد في إقليم القائد العسكري في صربيا - ) هو مدرب كرة قدم ولاعب كرة قدم (وحمل سابقاً جنسية يوغوسلافيا) في مركز الوسط. شارك مع منتخب يوغوسلافيا لكرة القدم. أما مع النوادي، فقد لعب مع النجم الأحمر بلغراد وريال مدريد ونادي رويال أندرلخت ونادي ماريبور ونادي أوسييك.

## مسيرته الكروية
لعب ميلان يانكوفيتش خلال مسيرته الاحترافية مع 5 أندية في أربعة عشر موسمًا وسجل خلالها 39 هدفًا ضمن 271 مباراة. حيث فاز في ثلاثة مواسم بالكأس وفي أربعة مواسم بالدوري.
خاض ميلان يانكوفيتش مسيرته مع نادي ماريبور في موسم 1978–79 ولمدة موسمين، مشاركًا في 45 مباراة سجل خلالها 9 أهداف. ثم انتقل إلى نادي النجم الأحمر بلغراد في موسم 1980–81 ليلعب معه سبعة مواسم، حيث شارك في 151 مباراة سجل خلالها 20 هدف. لينتقل بعدها إلى نادي ريال مدريد في موسم 1986–87 ولمدة موسمين، مشاركًا في 38 مباراة سجل خلالها 4 أهداف. ثم انتقل إلى نادي رويال أندرلخت في موسم 1988–89 ولمدة موسمين، مشاركًا في 36 مباراة سجل خلالها 6 أهداف. هذا وانتقل لاحقًا إلى نادي أوسييك في موسم 1990–91 لمدة موسم واحد، مشاركًا في مباراة ولم يسجل أي هدف.

## وصلات خارجية
- ميلان يانكوفيتش على موقع قاعدة بيانات كرة القدم.إي يو (الإنجليزية)
- ميلان يانكوفيتش على موقع ناشيونال فوتبول تيمز (الإنجليزية)